# Onoba bakeri
Onoba bakeri är en snäckart som först beskrevs av Bartsch 1910.  Onoba bakeri ingår i släktet Onoba och familjen Rissoidae. Inga underarter finns listade i Catalogue of Life.